# Dia Mundial da Segurança Alimentar
O Dia Mundial da Segurança Alimentar é um dia comemorado anualmente em 7 de junho de 2019, instituído pela Assembleia Geral das Nações Unidas em 2018.

## Proclamação
Em 20 de dezembro de 2018, a Assembleia Geral das Nações Unidas proclamou o Dia Mundial da Segurança Alimentar. A proposta foi promovida pela Costa Rica durante uma reunião da Organização das Nações Unidas (ONU) sobre desenvolvimento sustentável em julho de 2018. A resolução foi adotada pela Assembleia Geral após discussão no Segundo Comitê em outubro e novembro de 2018. A Assembleia Mundial da Saúde endossou essa proclamação em 3 de agosto de 2020 por meio da resolução WHA73.5. O objetivo dessa proclamação é aumentar a conscientização sobre a importância de garantir que os alimentos consumidos sejam seguros e não apresentem riscos à saúde e promover ações para prevenir doenças transmitidas por alimentos.

## Celebração
O dia é comemorado todo dia 7 de junho e escolhido para aumentar a conscientização e inspirar ações para prevenir, detectar e gerenciar riscos alimentares. A primeira comemoração ocorreu em 7 de junho de 2019, destacando os inúmeros benefícios dos alimentos seguros. Desde então, o dia é comemorado todos os anos com eventos e atividades organizados pela OMS, FAO, Estados membros e várias organizações, com foco na segurança alimentar e na saúde pública.

## Temas
Em um tema comum para todas as celebrações: A segurança alimentar é assunto de todos.
- 2019: Primeira comemoração[5]
- 2020: Segunda comemoração[6]
- 2021: Alimentos seguros agora para um amanhã saudável[7]
- 2022: Alimentos seguros, saúde melhor[8]
- 2023: Padrões alimentares salvam vidas[9]
- 2024: Segurança alimentar: vamos nos preparar para o imprevisto[10]
- 2025: Segurança alimentar — a ciência em ação[11]